# برونيك
برونيك، (بالإنجليزية: Bruneck)‏، (الإيطالية:o [bruˈniːko (اللاتينية: Branecium أو Brunopolis)، هي أكبر مدينة في بوستر فاللي، في مقاطعة جنوب تيرول الإيطالية.

## السكان
في سنة 1811 بلغ عدد السكان 2٬963 نسمة، وتطور العدد ليصل في سنة 2011 لـ 15٬397 نسمة.
يظهر هذا المخطط البياني تطور النمو السكاني لـ برونيك

## معرض صور

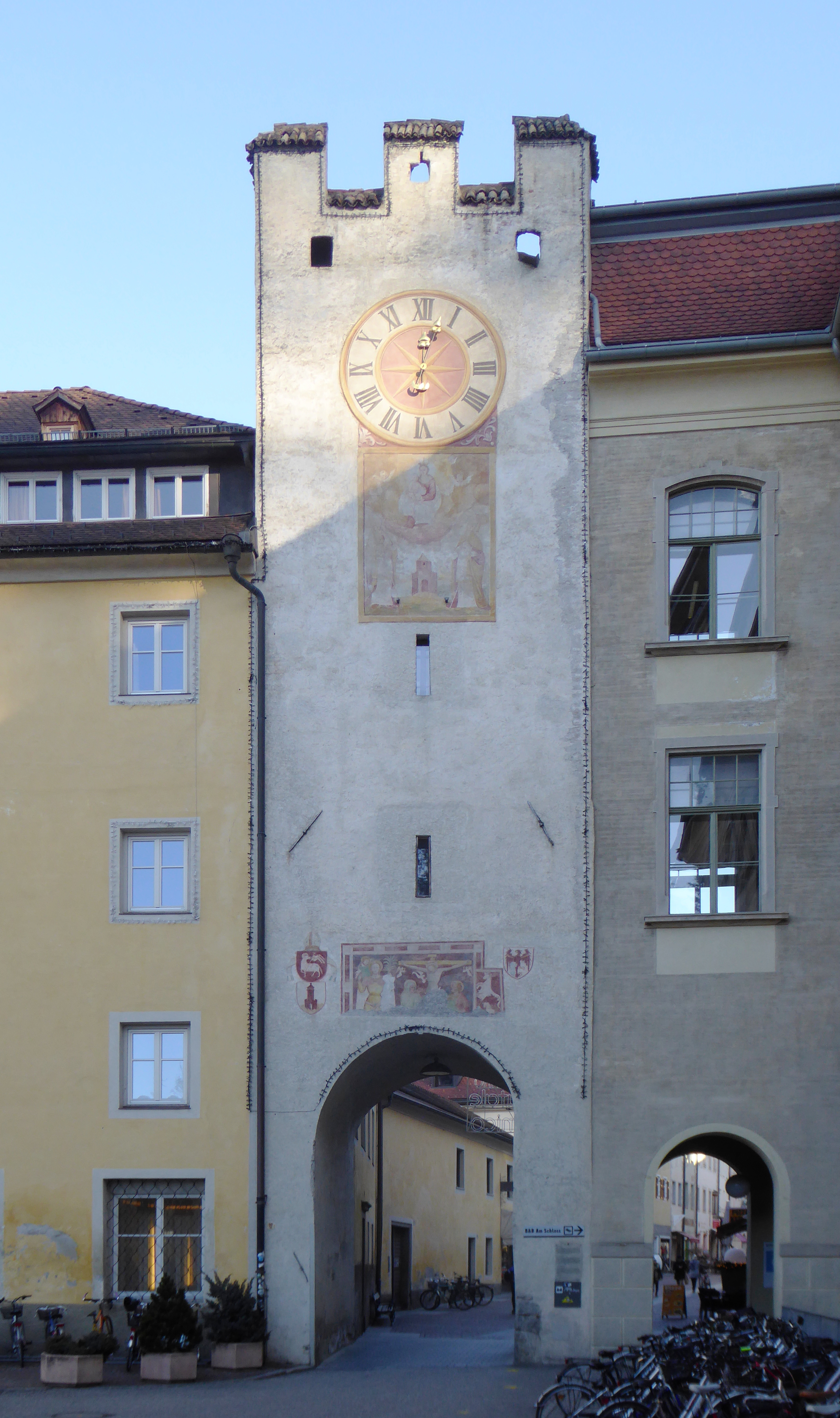
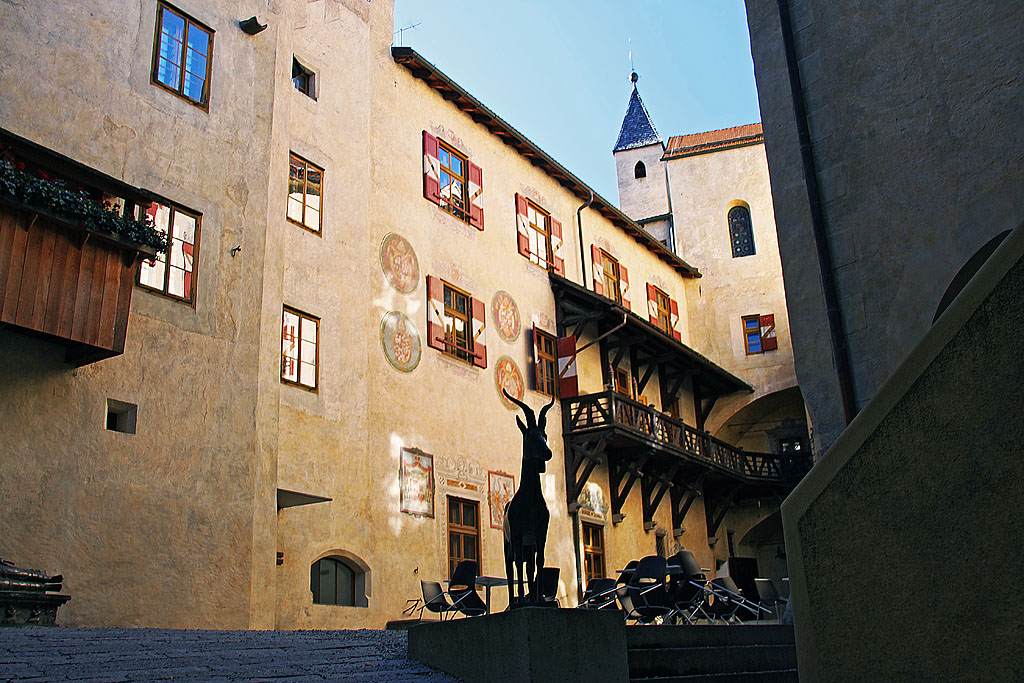
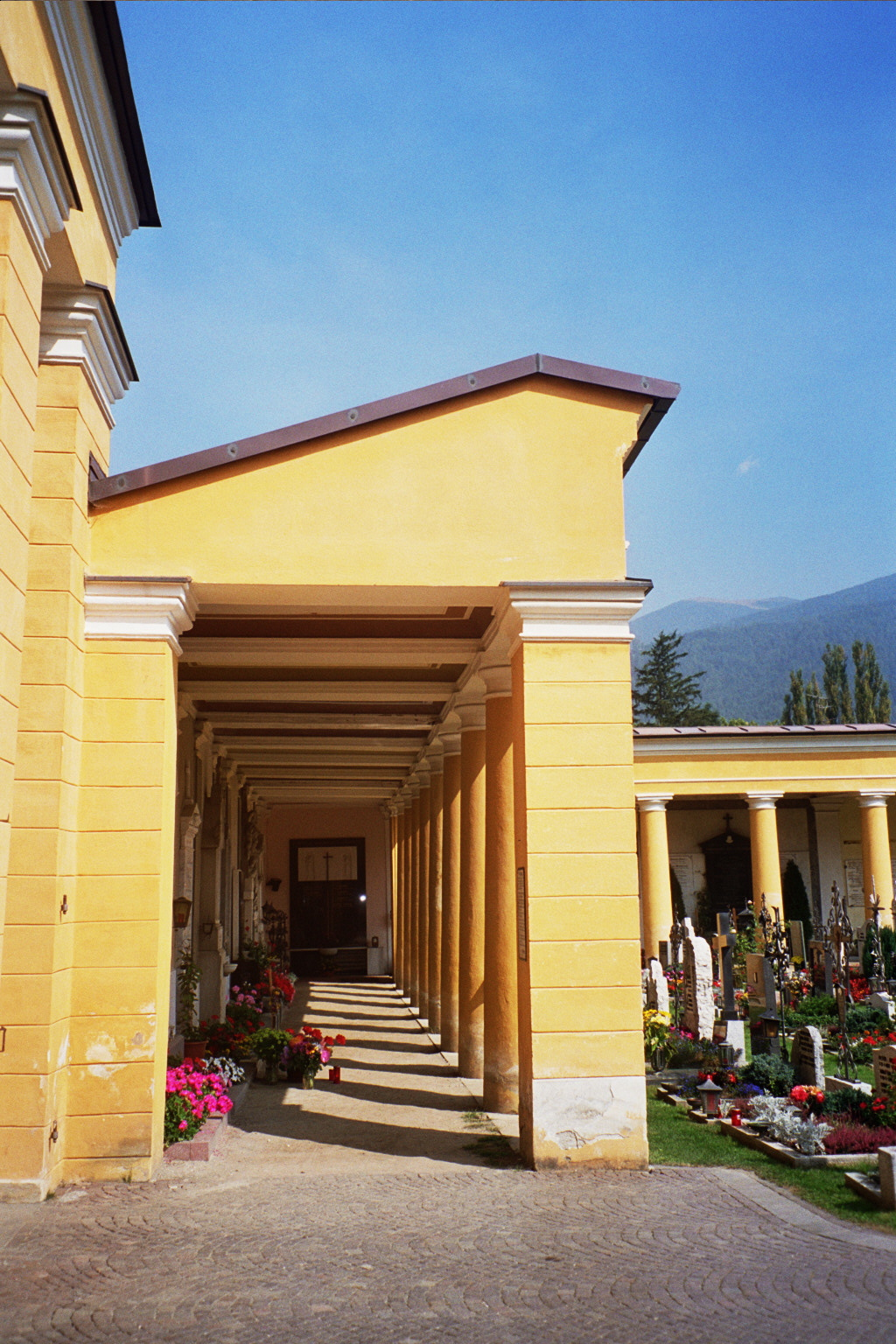
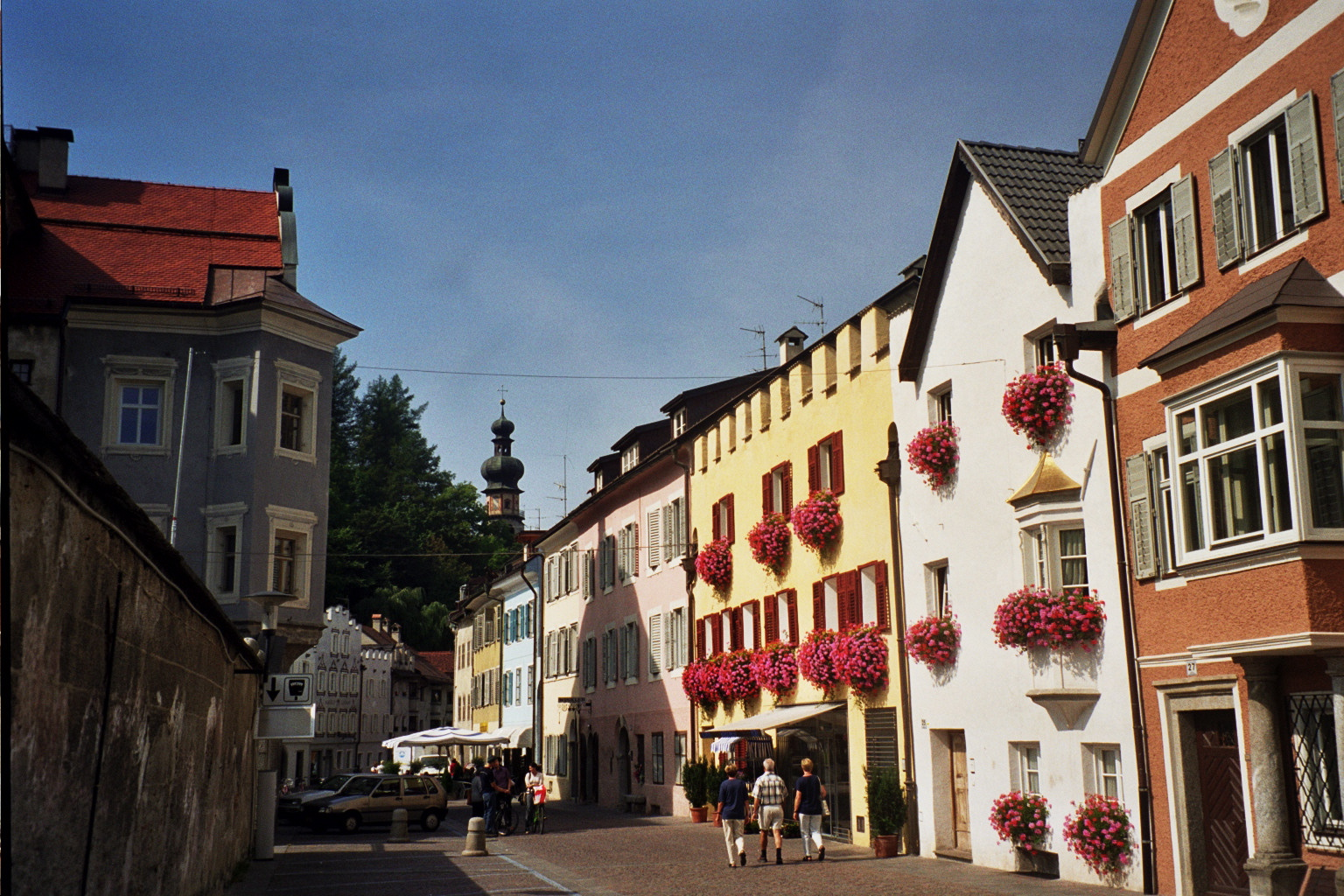
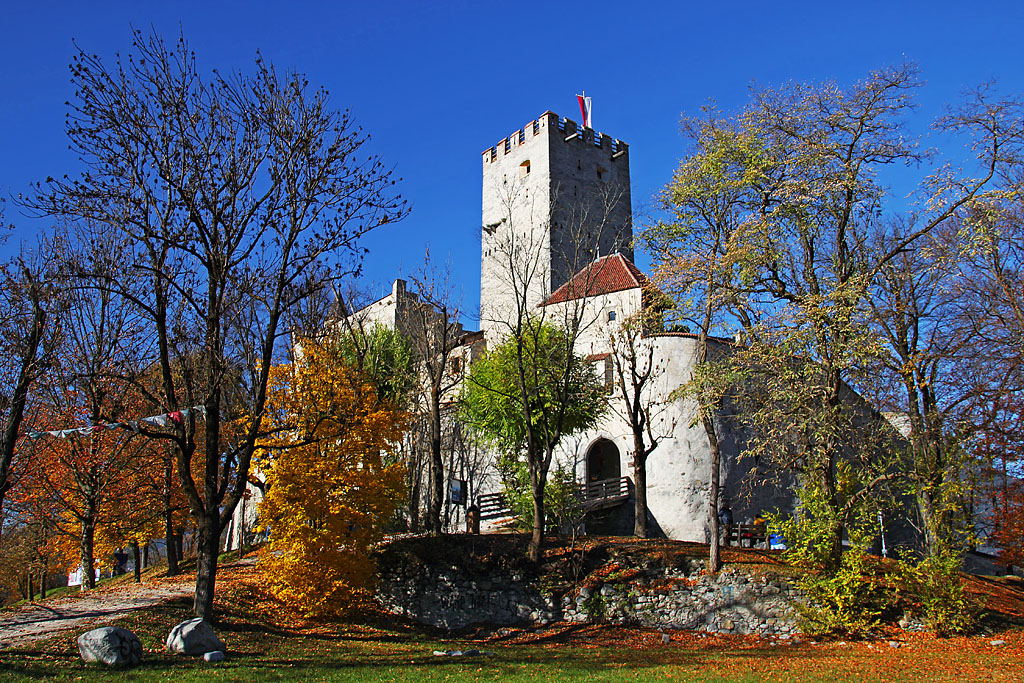

## توأمة
لبرونيك اتفاقيات توأمة مع كل من:
- بريجنول
- غروس-غيراو
- تيلت [الإنجليزية]‏
- Szamotuły [الإنجليزية]‏
- Gmina Szamotuły [الإنجليزية]‏

## أعلام
- جوليا ماير
- نوربرت هوبر
- بيير براسور
- لوكاس هوفر
- ناني موريتي
- أرنولد هوبر